# Бхинга
Бхинга (англ. Bhinga, хинди भिन्गा) — город на севере Индии, в штате Уттар-Прадеш, административный центр округа Шравасти.

## География
Город находится в северной части Уттар-Прадеша, вблизи границы с Непалом, к востоку от реки Рапти. Абсолютная высота — 119 метров над уровнем моря.
Бхинга расположена на расстоянии приблизительно 125 километров к северо-востоку от Лакхнау, административного центра штата и на расстоянии 465 километров к востоку-юго-востоку (ESE) от Нью-Дели, столицы страны.

## Демография
По данным официальной переписи 2001 года численность населения города составляла 20 400 человек, из которых мужчины составляли 52,6 %, женщины — соответственно 47,4 %. Уровень грамотности населения составлял 45,3 %. Уровень грамотности среди мужчин составлял 52,7 %, среди женщин — 37 %. 18,3 % населения составляли дети до 6 лет.

## Транспорт
Ближайший аэропорт расположен в городе Непалгандж (Непал).